# Hacı-Özbek-Moschee

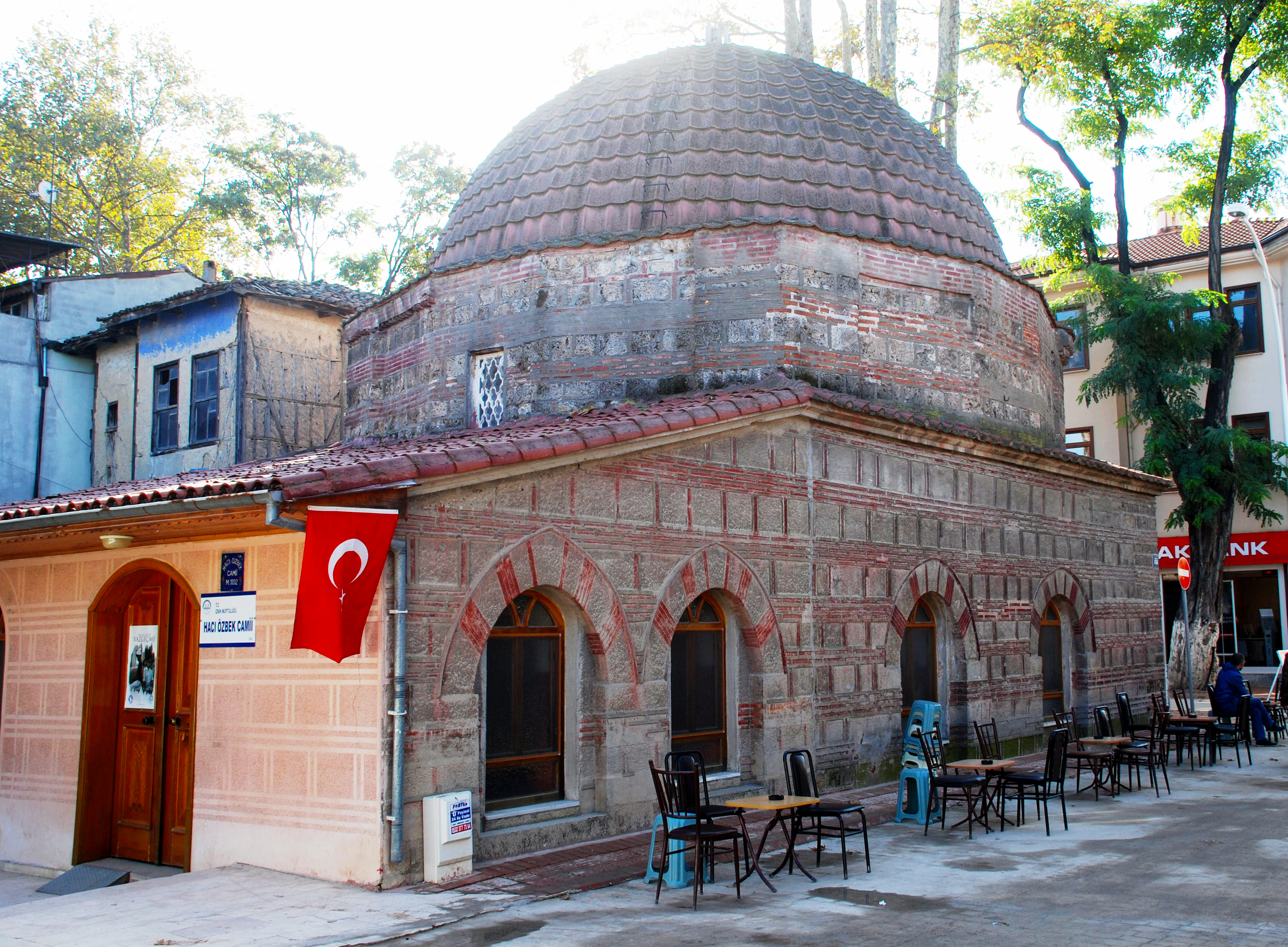
Hacı Özbek Cami

Die Hacı-Özbek-Moschee (türkisch Hacı Özbek Camii) an der Hüseyin-Oktay-Straße nahe dem Lefke-Tor in İznik ist einer der ältesten Moscheebauten der osmanischen Architektur, nach einer Inschriftenplatte über einem Fenster errichtet im Jahr 734 AH/AD 1333 durch Hacı Özbek bin Muhammed, drei Jahre nachdem Orhan I. İznik erobert hatte.

## Architektur
Das Gebäude besteht aus einem quadratischen, nur 8 m² messenden Unterbau, der von einer 8 m durchmessenden Kuppel überwölbt ist. Schmale dreieckige Zwickel verbinden über eine zwölfeckige Trommel das Kuppelrund mit dem quadratischen Unterbau. Das Mauerwerk besteht – in der Bautradition der byzantinischen Architektur – abwechselnd aus drei Lagen Mauerziegeln und einer Lage Haustein. Die Mauern des Unterbaus sind relativ niedrig, so dass Trommel und Kuppel den Bau optisch beherrschen. Die Moschee wird durch fünf Fenster im Unterbau und drei in der Kuppeltrommel erhellt. Außen ist die Kuppel mit speziell geformten Terrakotta-Ziegeln verkleidet. Eine Neuerung gegenüber der byzantinischen Architektur ist im Gebäude zu beobachten: Während die byzantinischen Bauleute überwiegend Backsteine in Normgrößen verwendeten, welche nach Bedarf entsprechend zugehauen wurden, wurde das Mauerwerk der Hacı-Özbek-Moschee aus speziell für den jeweiligen Zweck geformten Backsteinen errichtet.
1939 wurde die dreijochige Vorhalle (Son cemaat yeri) wegen einer Straßenerweiterung abgebrochen. Ursprünglich besaß sie drei Spitzbögen, die auf Säulen, byzantinischen Spolien, ruhten. Das nördliche Joch mit dem Eingang zur Moschee besaß ein Kreuzgewölbe, während die beiden anderen Joche mit Tonnengewölben gedeckt waren. In den Seitenmauern der Vorhalle befinden sich Nischen. 1959 wurde eine neue Vorhalle an der Nordseite errichtet. Ein Minarett war nie vorhanden.